# Ministero del turismo (Israele)
Il Ministero del turismo (in ebraico: מִשְׂרַד הַתַּיָּרוּת, traslitterato: Misrad HaTayarut) è un dicastero del governo israeliano preposto al turismo. Questo ufficio è stato creato nel 1964 e vide Akiva Govrin come primo ministro a presiedere il dicastero. Tra il 1977 ed il 1981 il Ministero del turismo si vide accorpato al Ministero del commercio e dell'industria.

## Lista dei ministri del turismo
Il ministro del turismo (in ebraico: שָׁר הַתַּיָּרוּת, traslitterato: Sar HaTayarut) è il responsabile del ministero. Solo una volta in tutta la sua storia, il ministero ha avuto un vice-ministro.
| Ministro             | Partito                     | Inizio del mandato | Termine del mandato |
| -------------------- | --------------------------- | ------------------ | ------------------- |
| Akira Govrin         | Mapai Alignment             | 22 dicembre 1964   | 12 gennaio 1966     |
| Moshe Kol            | Liberali Indipendenti       | 12 gennaio 1966    | 20 giugno 1977      |
| Gideon Patt          | Likud                       | 5 agosto 1981      | 11 agosto 1981      |
| Avraham Sharir       | Likud                       | 11 agosto 1981     | 22 dicembre 1988    |
| Gideon Patt          | Likud                       | 22 dicembre 1988   | 13 luglio 1992      |
| Uzi Baram            | Partito Laburista           | 13 luglio 1992     | 18 giugno 1996      |
| Moshe Katsav         | Likud                       | 18 giugno 1996     | 6 luglio 1999       |
| Ehud Barak           | One Israel                  | 6 luglio 1999      | 5 agosto 1999       |
| Amnon Lipkin-Shahak  | Centre Party                | 5 agosto 1999      | 7 marzo 2001        |
| Rehavam Ze'evi       | Unione Nazionale            | 7 marzo 2001       | 17 ottobre 2001     |
| Binyamin Elon        | Unione Nazionale            | 31 ottobre 2001    | 14 marzo 2002       |
| Yitzhak Levy         | Partito Religioso Nazionale | 18 settembre 2002  | 28 febbraio 2003    |
| Binyamin Elon        | Unione Nazionale            | 28 febbraio 2003   | 6 giugno 2004       |
| Gideon Ezra          | Likud                       | 4 luglio 2004      | 10 gennaio 2005     |
| Avraham Hirschson    | Kadima                      | 10 gennaio 2005    | 4 maggio 2006       |
| Isaac Herzog         | Partito Laburista           | 4 maggio 2006      | 21 marzo 2007       |
| Yitzhac Aharonovich  | Israel Beitenu              | 21 marzo 2007      | 16 gennaio 2008     |
| Ruhama Avraham       | Kadima                      | 14 luglio 2008     | 31 marzo 2009       |
| Stas Misezhnikov     | Israel Beitenu              | 31 marzo 2009      | 18 marzo 2013       |
| Udi Landau           | Israel Beitenu              | 18 marzo 2013      | 14 maggio 2015      |
| Yarvin Levin         | Likud                       | 14 maggio 2015     | 17 maggio 2020      |
| Asaf Zamir           | Blu e Bianco                | 17 maggio 2020     | 2 ottobre 2020      |
| Orit Farkash-Hacohen | Blu e Bianco                | 14 ottobre 2020    | 13 giugno 2021      |
| Yoel Razvozov        | Yesh Atid                   | 13 giugno 2021     | -                   |

### Vice Ministri
| Vice Ministro | Partito               | Inizio del mandato | Termine del mandato |
| ------------- | --------------------- | ------------------ | ------------------- |
| Yehuda Shaari | Liberali Indipendenti | 22 dicembre 1969   | 10 marzo 1974       |